# Johannes Zang
Johannes Zang (* 1964 in Aschaffenburg) ist ein deutscher Autor, der sich in seinen Werken mit dem Zusammenleben von Israelis und Palästinensern, dabei vor allem mit der Lage der palästinensischen Christen auseinandersetzt. Zur politischen Lage in Israel und Palästina oder zur Situation der Christen im Heiligen Land hat Zang schon über 300 Vorträge gehalten, im deutschsprachigen Raum und in England.

## Leben
Zang wuchs auf in Goldbach (Unterfranken). Er studierte Theologie, später dann Musiktherapie.
Von 1985 bis 1987 hielt er sich erstmals im Nahen Osten auf, pflückte monatelang Zitrusfrüchte im Kibbuz Be´eri (108 Tote beim Hamas-Massaker vom 7.10.23), arbeitete als Hilfspfleger in Tel Aviv und wanderte allein oder mit Freunden in allen Regionen Israels.
Von 1999 bis 2003 arbeitete er in Bethlehem als Musiktherapeut und Musiklehrer für palästinensische Kinder. Von 2005 bis 2008 lebte Zang in Ost-Jerusalem. Neben seiner Tätigkeit als Musiklehrer arbeitete er als Pilgerführer und Journalist, unter anderem für Die Zeit, Die Tagespost und etliche Tageszeitungen sowie kirchliche Magazine; bis heute ist er journalistisch tätig, gelegentlich auch für die einzige gemeinsame Publikation von Israelis und Palästinensern, das Palestine-Israel Journal oder deutsche Online-Portale.
Aktuell ist Zang als Reiseleiter, Autor, Referent, Klavierlehrer und Organist tätig.
Zangs Heilig-Land-Reisen haben zwei Schwerpunkte: Natur und Begegnungen. Bei einer 10-tägigen Rundreise werden nicht nur Kirchen, die Klagemauer und der Tempelberg besucht, sondern zwei- bis dreimal in der Wüste oder Galiläa gewandert. Begegnungen finden zudem mit einheimischen Christen, Friedensaktivisten beider Seiten oder Ordensleuten statt.
Johannes Zang betreibt seit 2021 den Podcast „Jeru-Salam“ mit Informationen zu Israel und Palästina, der immer am 22. eines Monats veröffentlicht wird und 22 Minuten umfasst.

## Werke
- Kein Land in Sicht? : Gaza zwischen Besatzung, Blockade und Krieg. PapyRossa Verlag, Köln 2024, ISBN 978-3-89438-835-5.
- Erlebnisse im Heiligen Land. 77 Geschichten aus Israel und Palästina. Von Ausgangssperre bis Zugvögel, Wien 2021. ISBN 978-3-85371-490-4
- Begegnungen mit Christen im Heiligen Land: ihre Geschichte und ihr Alltag Echter, Würzburg 2017, ISBN 978-3-429-04337-7
- Zelt der Völker: Dahers Weinberg bei Bethlehem (Palästina), Aphorisma, Berlin, 3. Auflage 2016, ISBN 978-3-86575-493-6
- Unter der Oberfläche: Erlebtes aus Israel und Palästina, Aphorisma, Berlin, 5. Auflage 2014, ISBN 978-3-86575-044-0
  - Englische Übersetzung: Different truth: stories told from Israel and Palestine, Aphorisma, Berlin 2009, ISBN 978-3-86575-008-2
- Gaza – Ganz nah, ganz fern ..., Aphorisma, Berlin 2013, ISBN 978-3-86575-038-9
- mit Dieter Masuhr: Menschen in Palästina. Zeichnungen von Menschen, die die Intifada gezeichnet hat, Wunderkammer 2005, ISBN 978-3-937389-54-7